# Eleições estaduais na Bahia em 1978
As eleições estaduais na Bahia em 1978 ocorreram em duas etapas conforme o Pacote de Abril: em 1º de setembro aconteceu a via indireta e na ocasião a ARENA elegeu o governador Antônio Carlos Magalhães, o vice-governador Luís Viana Neto e o senador Jutahy Magalhães; a fase seguinte aconteceu em 15 de novembro, a exemplo dos outros estados brasileiros, e nela a ARENA elegeu o senador Lomanto Júnior e conseguiu três quartos das cadeiras dentre os 32 deputados federais e 56 estaduais que foram eleitos.
Nascido em Salvador, o governador Antônio Carlos Magalhães iniciou sua carreira política como presidente do Grêmio Estudantil do Colégio Estadual da Bahia e na Universidade Federal da Bahia presidiu o Centro Acadêmico da Faculdade de Medicina e o Diretório Central dos Estudantes. Formado em 1952, foi professor na referida universidade e após filiar-se à UDN foi eleito deputado estadual em 1954 e deputado federal em 1958 e 1962. Aliado do Regime Militar de 1964, foi reeleito à Câmara dos Deputados via ARENA em 1966 e logo em seguida o governador Lomanto Júnior o nomeou prefeito de Salvador sob consentimento do futuro governador, Luís Viana Filho, a quem Magalhães sucederia por decisão do presidente Emílio Garrastazu Médici em 1970. Após o fim de seu mandato como governador, assumiu a presidência da Eletrobras no Governo Ernesto Geisel em novembro de 1975, cargo onde permaneceria até retornar ao Palácio de Ondina. Seu retorno ao poder significou uma derrota para o grupo arenista liderado por Roberto Santos cujos seguidores ingressariam no PP e depois no PMDB, enquanto os carlistas fizeram opção pelo PDS, vencendo o pleito de 1982 com João Durval.
O cargo de vice-governador foi vencido pelo empresário e advogado soteropolitano Luís Viana Neto. Formado na Universidade Federal da Bahia com Doutorado em Direito pela Universidade de Paris em 1957, filiou-se à ARENA e foi eleito deputado federal em 1966, mas afastou-se para assumir a Secretaria de Assuntos Municipais e Serviços Urbanos quando seu pai, Luís Viana Filho, governava a Bahia. Diretor do Banco do Estado da Bahia no primeiro governo Antônio Carlos Magalhães, foi eleito deputado federal em 1974.

## Resultado da eleição para governador
O Colégio Eleitoral da Bahia era composto por 659 membros, sendo dominado pela ARENA. Na votação houve um voto em branco e quatro abstenções.
| Candidatos a governador do estado | Candidatos a vice-governador | Número | Coligação             | Votação | Percentual |
| --------------------------------- | ---------------------------- | ------ | --------------------- | ------- | ---------- |
| Antônio Carlos Magalhães ARENA    | Luís Viana Neto ARENA        | -      | ARENA (sem coligação) | 648     | 98,33%     |

## Biografia dos senadores eleitos

### Jutahy Magalhães
Na eleição para senador biônico a vitória foi de Jutahy Magalhães, filho de Juracy Magalhães e político vindo da UDN, onde foi eleito vereador em Salvador em 1958. Servidor público nascido no Rio de Janeiro, foi eleito deputado estadual em 1962, migrando para a ARENA devido ao Regime Militar de 1964. Por este foi eleito vice-governador na chapa de Luís Viana Filho em 1966, reeleito deputado estadual em 1970 e eleito deputado federal em 1974.

### Lomanto Júnior
Quanto à vaga direta a vitória foi do odontólogo Lomanto Júnior. Nascido em Jequié e formado em 1946 na Universidade Federal da Bahia, fez carreira no Partido Libertador, sendo eleito vereador em sua cidade natal em 1946 e prefeito em 1950 e 1958, deputado estadual em 1954 e governador baiano em 1962, migrando para a ARENA durante o mandato. Lomanto Júnior foi eleito deputado federal em 1970 e 1974.

## Resultado da eleição para senador

### Mandato biônico de oito anos
A eleição para senador biônico levou à vitória de Jutahy Magalhães, que ocupava então uma cadeira de deputado federal.
| Candidatos a senador da República | Candidatos a suplente de senador          | Número | Coligação             | Votação | Percentual |
| --------------------------------- | ----------------------------------------- | ------ | --------------------- | ------- | ---------- |
| Jutahy Magalhães ARENA            | João da Costa Neto ARENA Jairo Maia ARENA | -      | ARENA (sem coligação) | 644     | 97,72%     |
| Fontes:                           |                                           |        |                       |         |            |

### Mandato direto de oito anos
Dados oficiais disponíveis na Justiça Eleitoral apontam a existência de 1.775.392 votos válidos (81,69%), 266.028 votos em branco (8,14%) e 197.153 votos nulos (10,17%), totalizando o comparecimento de 2.238.573 eleitores.
| Candidatos a senador da República | Candidatos a suplente de senador            | Número | Coligação             | Votação   | Percentual |
| --------------------------------- | ------------------------------------------- | ------ | --------------------- | --------- | ---------- |
| Lomanto Júnior ARENA              | Alaor Coutinho ARENA João Eurico Mata ARENA | -      | ARENA (sem coligação) | 1.145.425 | 64,52%     |
| Rômulo de Almeida MDB             | -                                           | -      | MDB (em sublegenda)   | 516.146   | 29,07%     |
| Newton Campos MDB                 | -                                           | -      | MDB (em sublegenda)   | 81.367    | 4,58%      |
| Hermógenes Príncipe MDB           | -                                           | -      | MDB (em sublegenda)   | 32.454    | 1,83%      |
| Fontes:                           |                                             |        |                       |           |            |

## Deputados federais eleitos
São relacionados os candidatos eleitos com informações complementares da Câmara dos Deputados.

Representação eleita
  ARENA: 24
  MDB: 8

| Deputados federais eleitos | Partido | Votação | Percentual | Cidade onde nasceu     | Unidade federativa |
| Francisco Pinto            | MDB     | 117.807 |            | Feira de Santana       | Bahia              |
| Ângelo Magalhães           | ARENA   | 86.003  |            | Salvador               | Bahia              |
| Carlos Sant'Anna           | ARENA   | 67.591  |            | Salvador               | Bahia              |
| João Durval Carneiro       | ARENA   | 66.446  |            | Feira de Santana       | Bahia              |
| Rui Bacelar                | ARENA   | 64.671  |            | Entre Rios             | Bahia              |
| Prisco Viana               | ARENA   | 61.599  |            | Caetité                | Bahia              |
| Afrísio Vieira Lima        | ARENA   | 57.601  |            | Remanso                | Bahia              |
| Henrique Brito             | ARENA   | 52.037  |            | São Gonçalo dos Campos | Bahia              |
| Leur Lomanto               | ARENA   | 51.580  |            | Jequié                 | Bahia              |
| Ubaldo Dantas              | ARENA   | 48.438  |            | Itabuna                | Bahia              |
| Menandro Minahim           | ARENA   | 45.887  |            | Salvador               | Bahia              |
| Marcelo Cordeiro           | MDB     | 42.628  |            | Salvador               | Bahia              |
| Fernando Magalhães         | ARENA   | 41.006  |            | Conceição do Almeida   | Bahia              |
| Horácio Matos              | ARENA   | 40.753  |            | Lençóis                | Bahia              |
| Teódulo Albuquerque        | ARENA   | 38.916  |            | Pilão Arcado           | Bahia              |
| Rogério Rego               | ARENA   | 38.712  |            | Salvador               | Bahia              |
| Manoel Novaes              | ARENA   | 36.682  |            | Floresta               | Pernambuco         |
| Djalma Bessa               | ARENA   | 35.740  |            | Xique-Xique            | Bahia              |
| Honorato Viana             | ARENA   | 34.124  |            | Casa Nova              | Bahia              |
| João Alves                 | ARENA   | 33.790  |            | Maceió                 | Alagoas            |
| Raimundo Urbano            | MDB     | 31.632  |            | Salvador               | Bahia              |
| Stoessel Dourado           | ARENA   | 31.216  |            | Paripiranga            | Bahia              |
| José Amorim                | ARENA   | 31.073  |            | Palmeira dos Índios    | Alagoas            |
| Ney Ferreira               | MDB     | 29.920  |            | Salvador               | Bahia              |
| Rômulo Galvão              | ARENA   | 29.619  |            | Campo Formoso          | Bahia              |
| Odulfo Domingues           | ARENA   | 28.435  |            | Jacaraci               | Bahia              |
| Elquisson Soares           | MDB     | 28.244  |            | Anagé                  | Bahia              |
| Francisco Benjamin         | ARENA   | 27.656  |            | Aracaju                | Sergipe            |
| Wilson Falcão              | ARENA   | 27.020  |            | Feira de Santana       | Bahia              |
| Jorge Viana                | MDB     | 26.956  |            | Ilhéus                 | Bahia              |
| Roque Aras                 | MDB     | 18.918  |            | Monte Santo            | Bahia              |
| Hildérico Oliveira         | MDB     | 18.252  |            | Mundo Novo             | Bahia              |
| Fontes:                    |         |         |            |                        |                    |

## Deputados estaduais eleitos
Para a Assembleia Legislativa da Bahia, foram eleitos cinquenta e seis representantes, sendo quarenta e três da ARENA e treze do MDB.

Representação eleita
  ARENA: 43
  MDB: 13

| Deputados estaduais eleitos | Partido | Votação | Percentual | Cidade onde nasceu | Unidade federativa |
| Luís Eduardo Magalhães      | ARENA   | 125.338 |            | Salvador           | Bahia              |
| Jutahy Magalhães Júnior     | ARENA   | 37.254  |            | Salvador           | Bahia              |
| Clemenceau Teixeira         | ARENA   | 30.173  |            | Salvador           | Bahia              |
| Barbosa Romeu               | ARENA   | 29.942  |            | Salvador           | Bahia              |
| Etelvir Dantas              | ARENA   | 27.979  |            | Saboeiro           | Ceará              |
| Domingos Leonelli           | MDB     | 27.761  |            | Salvador           | Bahia              |
| Hélio Correia               | ARENA   | 26.613  |            | Macarani           | Bahia              |
| Augusto Matias              | ARENA   | 22.989  |            | São Félix          | Bahia              |
| Raimundo Rocha Pires        | ARENA   | 22.573  |            | São Félix          | Bahia              |
| Eujácio Simões              | ARENA   | 21.853  |            | Itororó            | Bahia              |
| Fernando Daltro             | ARENA   | 21.619  |            | Jacobina           | Bahia              |
| Nobelino Dourado            | ARENA   | 21.523  |            | Irecê              | Bahia              |
| Márcio Cardoso              | ARENA   | 21.427  |            | Felisburgo         | Minas Gerais       |
| José Lourenço               | ARENA   | 21.409  |            | Porto              | Portugal           |
| Carlos Facó                 | ARENA   | 21.097  |            | Beberibe           | Ceará              |
| Ernani Rocha                | ARENA   | 21.047  |            | Teixeira           | Paraíba            |
| Carlos Araújo               | ARENA   | 20.822  |            | Conceição do Coité | Bahia              |
| Jairo Azi                   | ARENA   | 20.765  |            | Lamarão            | Bahia              |
| Edivaldo Lopes              | ARENA   | 19.918  |            | Morro do Chapéu    | Bahia              |
| Manoel Passos               | ARENA   | 19.846  |            | Salvador           | Bahia              |
| Vilobaldo Freitas           | ARENA   | 19.506  |            | Caetité            | Bahia              |
| João Emílio                 | ARENA   | 19.193  |            | Conceição do Coité | Bahia              |
| Miguel Abrão                | ARENA   | 18.050  |            | Senhor do Bonfim   | Bahia              |
| Jayme Vieira Lima           | ARENA   | 17.775  |            | Feira de Santana   | Bahia              |
| Cândido Martins             | ARENA   | 17.619  |            | Senhor do Bonfim   | Bahia              |
| Orlando Spínola             | ARENA   | 17.209  |            | Salvador           | Bahia              |
| Luís Cabral                 | ARENA   | 16.802  |            | Salvador           | Bahia              |
| Filemon Matos               | MDB     | 16.717  |            | Iguaí              | Bahia              |
| Plínio Carneiro             | ARENA   | 16.252  |            | Serrinha           | Bahia              |
| Naomar Alcântara            | ARENA   | 15.813  |            | Itabuna            | Bahia              |
| João Alfredo                | ARENA   | 15.565  |            | Ilhéus             | Bahia              |
| Gilberto Miranda            | ARENA   | 15.509  |            | Miguel Calmon      | Bahia              |
| Raimundo Ribeiro            | ARENA   | 15.448  |            | Central            | Bahia              |
| Genebaldo Correia           | ARENA   | 15.197  |            | Santo Amaro        | Bahia              |
| Galdino Leite               | ARENA   | 15.058  |            | Aracaju            | Sergipe            |
| Murilo Cavalcanti           | ARENA   | 14.949  |            | Rio das Pedras     | São Paulo          |
| Geraldo Ramos               | ARENA   | 14.779  |            | Caravelas          | Bahia              |
| Waldomiro Borges            | ARENA   | 14.517  |            | Jequié             | Bahia              |
| Raymundo Cafezeiro          | MDB     | 14.495  |            | Jaguaquara         | Bahia              |
| Jadiel Matos                | MDB     | 14.377  |            | Nova Canaã         | Bahia              |
| José Rocha                  | ARENA   | 14.366  |            | Coribe             | Bahia              |
| Adelmo Oliveira             | MDB     | 13.537  |            | Itabuna            | Bahia              |
| Raulino de Queiroz          | ARENA   | 13.433  |            | Palmeiras          | Bahia              |
| Cleraldo Rezende            | ARENA   | 13.432  |            | Ipiaú              | Bahia              |
| Gorgônio Neto               | ARENA   | 13.205  |            | Salvador           | Bahia              |
| José Leão                   | ARENA   | 13.105  |            | Riachão do Jacuípe | Bahia              |
| Hugo Navarro                | ARENA   | 12.969  |            | Feira de Santana   | Bahia              |
| Moura Costa                 | ARENA   | 12.861  |            | Salvador           | Bahia              |
| Clodoaldo Campos            | MDB     | 12.629  |            | Irará              | Bahia              |
| Arquimedes Franco           | MDB     | 12.121  |            | Salvador           | Bahia              |
| Luciano Ribeiro             | MDB     | 11.632  |            | Paripiranga        | Bahia              |
| Lourival Evangelista        | MDB     | 10.464  |            | Salvador           | Bahia              |
| Gerson Gomes                | MDB     | 10.345  |            | Feira de Santana   | Bahia              |
| Almir Araújo                | MDB     | 9.959   |            | Ituaçu             | Bahia              |
| Guttemberg Amazonas         | MDB     | 9.517   |            | Itabuna            | Bahia              |
| Marco Antunes               | MDB     | 9.497   |            | Alagoinhas         | Bahia              |
| Fontes:                     |         |         |            |                    |                    |